# Floella Benjamin
Lady Floella Karen Yunies Benjamin, Baronessa Benjamin di Beckenham (Pointe-à-Pierre, 23 settembre 1949) è un'attrice, conduttrice televisiva e scrittrice trinidadiana naturalizzata britannica.

## Biografia
Nata e cresciuta a Trinidad, si è trasferita nel Regno Unito con la famiglia a undici anni. Dopo aver recitato durante i primi anni settanta in alcuni musical teatrali nel West End, tra cui Jesus Christ Superstar e Hair, nel 1976 ha iniziato a condurre programmi per bambini, affermandosi grazie a Play School della BBC e consolidando il successo con Play Away, Jamboree e Fast Forward. Nel 1997 ha scritto un'autobiografia sulla sua esperienza come immigrata nel Regno Unito, Coming to England, poi adattata in un film televisivo della CBBC nel 2005.
Per il suo lavoro nella televisione per bambini e per le attività filantropiche è stata nominata ufficiale dell'Ordine dell'Impero Britannico nel 2001 e Dama di commenda del medesimo ordine nel 2020. Nel 2010 le è stata concessa una paria a vita, con conseguente seggio nella camera dei Lord. Ha ottenuto dottorati onorari dall'Università di Exeter e dall'Università di Chester e nel 2023 ha portato lo scettro con la colomba durante l'incoronazione di re Carlo III e della regina Camilla.

## Filmografia parziale

### Cinema
- Sharon's Baby (I Don't Want to Be Born), regia di Peter Sasdy (1975)
- Rendition - Detenzione illegale (Rendition), regia di Gavin Hood (2007)
- Run Fatboy Run, regia di David Schwimmer (2007)

### Televisione
- Within These Walls - serie TV, 5 episodi (1974-1975)
- Dixon of Dock Green - serie TV, episodio 21x1 (1975)
- Play for Today - serie TV, 3 episodi (1975-1979)
- Ispettore Maggie (The Gentle Touch) - serie TV, episodio 1x4 (1980)
- L'asso della Manica (Bergerac) - serie TV, episodio 1x1 (1981)
- The Line of Beauty - miniserie TV, episodio 1x1 (2006)
- Le avventure di Sarah Jane (The Sarah Jane Adventures) - serie TV, 5 episodi (2007-2011)